# Pawieł Kusznir
Pawieł Michajłowicz Kusznir (ros. Павел Михайлович Кушнир; ur. 19 września 1984 w Tambowie, zm. 27 lipca 2024 w Birobidżanie) – rosyjski muzyk (pianista), działacz antywojenny i więzień polityczny.
Pawieł Kusznir był absolwentem Konserwatorium Moskiewskiego. Pracował jako solista w różnych rosyjskich filharmoniach – najpierw przez siedem lat w Filharmonii Okręgowej w Kursku, następnie przez trzy lata w Filharmonii Kurgańskiej, a od 2023 w Filharmonii Regionalnej w Birobidżanie. Prowadził kanał w serwisie YouTube pt. Inoagent Mulder, gdzie wypowiadał się przeciwko polityce władz rosyjskich i przeciwko wojnie, był również autorem antywojennej książki. Od maja 2024 przebywał w areszcie, gdyż w ocenie FSB jego publikacje wzywały do siłowego obalenia porządku konstytucyjnego w Rosji za pomocą rewolucji, postawiono mu zarzut nawoływania do terroryzmu. 27 lipca 2024 zmarł w wyniku strajku głodowego.